# Gunskirchen (concentratiekamp)
Gunskirchen, volledige naam KZ-Außenlager Gunskirchen en ook bekend als Wels, Wels I, Notbehelfsheimbau en SS-Arbeitslager Gunskirchen, was een concentratiekamp bij Gunskirchen. Het kamp werd eind 1944 op de gemeentegrens van Gunskirchen en Edt bei Lambach als Außenlager van het grotere concentratiekamp Mauthausen in gebruikgenomen. Vanaf maart 1945 werden in het kamp grote aantallen Hongaarse Joden ondergebracht, waarvan er velen om het leven kwamen.
Alfabetisch op naam.  Indien een kamp meerdere rollen had, staat het in de "hoogste" groep.
Zie ook: Lijst van naziconcentratiekampen · Jappenkampen in Nederlands-Indië · Lijst van jappenkampen